# 屠楷
屠楷（1490年—1561年），字良植，號直齋，廣西桂林府臨桂縣人，祖籍浙江寧波府鄞縣，明朝政治人物，進士出身。

## 生平
正德五年（1510年）廣西鄉試解元，嘉靖二年（1523年）登癸未科會試第112名，廷試三甲第174名進士。服母喪後補兵部車駕司主事，調吏部驗封司，歷文選司郎中，嘉靖十五年（1536年）十一月升通政使司右通政，十八年閏七月升南京太僕寺卿，十九年七月升南京太常寺卿，二十年九月升南京工部右侍郎，二十六年三月升南京工部左侍郎，二十八年三月升南京工部尚書，二十九年正月改任南京吏部尚書，考察京官，三十一年五月改任南京兵部尚書，參贊機務。賜正二品。嘉靖三十二年（1553年）三月以病乞求致仕，辭官回鄉，嘉靖四十年（1561年）閏五月去世，享年七十二歲，贈太子少保，諡恭簡。生平著有《西隱漫藁》。

## 家族
曾祖屠侃；祖父屠仲華；父屠謙，貢士。母王氏。慈侍下。兄屠格，弟屠梓、屠材、屠𣞁、屠杞、屠楠、屠槐。